# Lucian Sânmărtean
Lucian Sanmartean, född 13 mars 1980 i Bistrița i Rumänien, är en föere detta rumänsk fotbollsspelare som började spela för Al-Ittihad år 2015.
Lucian har tidigare spelat i bland annat Panathinaikos, Utrecht och Steaua București. Han startade karriären i Gloria Bistrița.